# ليو تشافيز
ليو تشافيز (بالإنجليزية: Leo Chavez)‏ هو عالم إنسان أمريكي، ولد في 31 مارس 1951.